# Mikhail Petrovich Simonov

Mikhail Petrovich Simonov

Mikhaíl Pyetróvich Símonov (tiếng Nga: Михаил Петрович Симонов, 19 tháng 10 năm 1929 – 4 tháng 3 năm 2011) là một nhà thiết kế máy bay người Nga, người được chính phủ Liên Xô cũ và chính phủ Nga tặng nhiều giải thưởng và danh hiệu cao quý gồm cả Giải thưởng Nhà nước Liên Xô, Giải thưởng Lenin, Anh hùng Liên bang Nga, Huân chương Cờ Đỏ.
Simonov sinh tại Rostov trên sông Đông. Năm 1954, ông tốt nghiệp Học viện Hàng không Kazan. Từ đó ông bước vào nghề thiết kế máy bay. Năm 1970, ông được bổ nhiệm làm phó trưởng phòng thiết kế của Sukhoi. Tại đây, ông đã lãnh đạo việc thiết kế ra máy bay ném bom Su-24, máy bay cường kích Su-25, máy bay chiến đấu đa năng Su-27. Từ năm 1979 đến năm 1983, ông được bổ nhiệm làm thứ trưởng Bộ Công nghiệp Hàng không Liên Xô. Năm 1983, ông được bổ nhiệm làm trưởng phòng thiết kế của Sukhoi.
Khi Nga rơi vào khủng hoảng kinh tế trong thập niên 1990, Sukhoi có nguy cơ bị cắt giảm ngân sách cho việc nghiên cứu – triển khai và sản xuất. Simonov đã tích cực tham gia tìm kiếm các đơn đặt hàng từ nước ngoài, nhờ đó không chỉ duy trì được hoạt động của Sukhoi mà còn đem lại cho Nga nguồn thu lớn từ xuất khẩu các máy bay chiến đấu nổi tiếng. Các thế hệ máy bay chiến đấu mạnh mẽ mới của Sukhoi như Su-30, Su-34 đã được phát triển trong thời hậu Liên Xô nhờ nỗ lực của ông duy trì và phát triển Sukhoi. Simonov cũng tham gia phát triển T-50, máy bay chiến đấu thế hệ 5 của Nga.